# Грег Валентайн
Джон Висниски-младший (англ. John Wisniski, Jr., род. 20 сентября 1951 Сиэтл, Вашингтон) — американский рестлер, наиболее известный под псевдонимом Грег «Молот» Валентайн (англ. Greg “The Hammer” Valentine). Он является сыном рестлера Джонни Валентайна, выступавшего в 1940-х — 1970-х годах. По ходу своей карьеры, которая длится уже более четырёх десятилетий, Валентайн более сорока раз становился обладателем различных чемпионских поясов, в том числе пояса чемпиона Соединённых Штатов NWA в тяжёлом весе и пояса интерконтинентального чемпиона WWF. Член Зала Славы WWE с 2004 года (введён Джимми Хартом).

## Карьера

### Тренировки
Родившись в Сиэтле, штат Вашингтон, Висниски в юности путешествовал по всему Техасу вместе со своим отцом. Во время летних каникул он решил бросить колледж и стать рестлером. Отец сначала попытался отговорить его, но потом уступил, и отправил его в 1970 году в Канаду тренироваться к Стю Харту в Калгари. Висниски оставался в Канаде целый год, его рестлерский дебют состоялся в июле 1970 года против Анджело «Кинг-Конга» Моски. Шестью месяцами позже он отправляется в Детройт, чтобы завершить тренировки с Шейхом.

### Ранние годы (1970—1976)
Сначала, неохотно принимая псевдоним отца, Висниски выступал как Беби Фейс Нельсон, затем как Джонни Фарго — один из «братьев Фарго» (команды, куда кроме него входил Дон Фарго) с 1971 по 1974 годы. Братья Фарго выступали в National Wrestling Federation, базирующейся в Буффало и Кливленде, прежде чем перебрались в Техас. Они распались в 1974 году, после чего Висниски отправился во Флориду, где он начал выступать под псевдонимом Джонни Валентайн-младший в надежде, что слава отца немного «поможет» ему в карьере. Позже он изменил свой псевдоним на Грег «Молот» Валентайн, и везде заявлялся как брат Джонни Валентайна, не как сын — из тех соображений, чтобы Джонни Валентайн не рассматривался противниками как «старый», несерьёзный противник. Валентайн пробыл во Флориде год, также работал в Лос-Анджелесе и в Японии вместе с Антонио Иноки с 1975 года и до начала 1976-го.

### National Wrestling Alliance (1976—1978)
В августе 1976 года Валентайн дебютировал в Mid-Atlantic Championship Wrestling Джима Крокетта-младшего и Джорджа Скотта — филиале National Wrestling Alliance (NWA), базирующемся в штатах Северная Каролина, Южная Каролина, Виргиния и Западная Виргиния. Валентайн был нанят с целью заменить в выступлениях своего отца, который был вынужден окончить рестлерскую карьеру после того, как в 1975 году сломал спину в авиакатастрофе. Его первый фьюд был против Джонни Уивера, в матче против которого он провёл свой фирменный удар локтем. Применение Валентайном этого удара на деревянных досках было показано зрителям в промо перед его дебютом на ринге.
Затем Валентайн объединился в команду с Риком Флэром, с ним они дважды выигрывали пояса командных чемпионов NWA, держали они также и пояса чемпионов в командных боях NWA Mid-Atlantic (с 30 июня по 22 августа 1977 года). Первыми они победили «кузенов» Рика Флэра — Джина и Оле Андерсонов 26 декабря 1976 года в Гринсборо, причём Джин оказался сильно травмирован и был унесён с ринга на носилках. Они держали пояса до 8 мая 1977 года, до тех пор, пока Андерсоны не победили их в матче в стальной клетке, проведённом в Шарлотт, Северная Каролина. Флэр и Валентайн отвоевали у них назад свои пояса 30 октября. Команда Флэра и Валентайна распалась после того, как в апреле 1978 года у них отобрал пояса президент NWA Эдди Грэм за «непрофессиональное поведение». После распада команды Флэр сосредоточился на титуле чемпиона мира в тяжёлом весе NWA, в то время как Валентайн в 1978 году ещё раз завоевал пояс командного чемпиона NWA — на этот раз в сотрудничестве с Бароном фон Рашке.
В это же время у Валентайна была вражда с Чифом Ваху Макдэниелом за пояс чемпиона в тяжёлом весе NWA Mid-Atlantic. Ваху был специальным рефери в матче в стальной клетке, в котором Валентайн и Флэр первый раз проиграли свои командные пояса, и Валентайн желал взять реванш. 11 июня 1977 года в Гринсборо он победил Ваху, сломав ему при этом ногу. После этого случая Валентайн стал носить майку, на которой были надписи: спереди — «Я сломал ногу Ваху», сзади — «Нет больше Ваху». Ваху вернулся 9 августа 1977 года и выиграл титульный матч против Валентайна в Роли. Валентайн завладел этим титулом ещё раз 10 сентября, и проиграл его 2 апреля 1978 года.

### World Wide Wrestling Federation (1978—1981)
Валентайн начал работать в WWWF, принадлежавшей тогда Винсу Макмэну-старшему на нерегулярной основе в ноябре 1978 года. Будучи подопечным Большого Волшебника, он получил образ методичного борца, переломавшего ноги всем своим оппонентам, включая Чифа Джея Стронгбоу. В 1979 году он столкнулся с чемпионом мира в тяжёлом весе WWF Бобом Бэкландом в матче, время проведения которого было ограничено 60 минутами.
В 1981 году Валентайн вернулся в WWWF, к тому времени уже переименованную в WWF и продолжил борьбу за титул. В матче, прошедшем 19 октября, он был удержан Бэкландом, но полубессознательный рефери поднял его руку в знак победы. В результате этого казуса титул был объявлен вакантным. В матче-реванше, проведённом 23 ноября, победу одержал Бэкланд. Согласно официальной статистике, Бэкланд владел титулом с 20 февраля 1978 года по 26 декабря 1983 года и его чемпионство не прерывалось. Валентайн также враждовал с Педро Моралесом, которого он «травмировал», сбросив на бетонный пол.

### National Wrestling Alliance (1979—1984)
Валентайн вернулся в NWA в конце 1979 года, и предложил Рику Флэру воссоздать их команду. Флэр, будучи на тот момент фейсом, отклонил это предложение. Валентайн ещё раз завоевал титул командного чемпиона NWA с Рэем Стивенсом в 1980 году. Четыре дня спустя после их победы, промоутер Дэвид Крокетт сообщил Валентайну и Стивенсу, что он обладает плёнкой, на которой видно, что в матче удержание было проведено не тому борцу, который на тот момент имел право боя, и таким образом аннулирующей их победу. После того, как Крокетт начал угрожать отправить плёнку Президенту NWA Бобу Геиджелу, который мог отменить их победу, Стивенс и Валентайн напали на него, и порезали плёнку карманным ножом, таким образом уничтожив доказательства.
Валентайну позднее удалось вновь объединиться с Риком Флэром, который поверил в то, что Валентайн снова фейс. В их командном матче против Джимми Снуки и Железного Шейха, Валентайн бросил Флэра, оставив его в численном меньшинстве. Флэр был побит, и когда Валентайн сломал кариевую трость Джина Андерсона о его голову, он повредил ему нос и губы. Бывшие партнёры начинают фьюд по поводу принадлежавшего Флэру пояса чемпиона Соединённых Штатов в тяжёлом весе NWA. Валентайн победил Флэра в титульном матче 26 июля 1980 года в Шарлотт — «домашнем» городе Флэра. Он обладал поясом до 24 ноября, когда был побит Флэром. Флэр стал одним из главных оппонентов Валентайна в территории Mid-Atlantic.
Валентайн становился обладателем пояса чемпиона Соединённых Штатов ещё два раза, возобновив свой фьюд с Ваху в 1982 году и победив его в бою за титул 4 ноября при помощи своего менеджера, Сэра Оливера Хампердинка. Между Родди Пайпером, начинавшим борьбу за титул, и Валентайном, после того, как Пайпер преподнёс Валентайну торт с собачим ошейником внутри, прошла серия из двух брутальных «матчей с собачьими ошейниками» (англ. Dog Collar Match). В одном из них, на StarrCade 1983, Пайпер удержал Валентайна в нетитульном матче после того, как избил его стальной цепью, которой они были оба соединены. Фьюд усилился, Валентайн стал уделять в боях больше внимания уху Пайпера, которое было повреждено ранее, и могло легко кровоточить. Пайпер, в конечном счёте, победил Валентайна и завоевал титул 16 апреля 1983 года, но Валентайн вернул себе титул 30 апреля в Гринсборо, Северная Каролина. После матча, в котором Валентайн вернул себе титул, он нанёс удар Пайперу в ухо чемпионским поясом. Он уступил титул Дику Слэйтеру 14 декабря, незадолго до того, как перешёл во Всемирную федерацию рестлинга.

### World Wrestling Federation (1984—1992)
Валентайн пришёл в WWF в 1984 году, предсказывая, что план Винса Макмэна по развитию его промоушена до национальных масштабов будет успешным. Его первым менеджером стал Капитан Лу Албано, позднее он стал подопечным Джимми Харта.
24 сентября 1984 года в Лондоне, Онтарио Валентайн победил Тито Сантану в бою за пояс интерконтинентального чемпиона WWF, при этом в матче Валентайном уделялось повышенное внимание больному колену Сантаны. В какой-то момент Сантане показалось, что он выиграл матч, но рефери произвёл лишь два удара о ринг. После этого Валентайн напал на него сзади, после чего произвёл удержание. После матча Валентайн провёл Сантане захват «четвёрка», дополнительно травмировав этим его ногу. Пока Сантана лечил травмированную ногу, Валентайн враждовал с Мусорным Псом. Матч за интерконтинентальный пояс между ними состоялся 31 марта 1985 года на первой Рестлмании. Валентайн удержал противника при помощи канатов, но, пока Валентайн и Джимми Харт праздновали у ринга победу, в ринге появился Тито Сантана (к тому моменту залечивший ногу, и в матче-открытии этой же Рестлмании победивший Палача), который сообщил рефери об этом. Матч был начат заново, но Валентайн не вернулся на ринг, тем самым проиграв по отсчёту и сохранив свой пояс. Валентайн и Сантана провели ещё некоторое количество матчей, прежде чем 6 июля 1985 года встретились в титульном бое в стальной клетке в Балтиморе. Сантана победил, выбравшись из клетки через верх, тем самым закончив девятимесячный период обладания Валентайна поясом. После матча, разъярённый Валентайн принялся бить чемпионским поясом о стальную сетку, чем повредил его. Это подтолкнуло руководство WWF к замене пояса другим (в действительности, смена дизайна пояса была запланированной, и действия Валентайна были лишь способом её осуществления).
Затем Валентайн объединился с Брутусом Бифкейком в команду, получившую название «Команда мечты», их менеджером стал Джонни Вэлиант. 24 августа 1985 года они победили «Американский экспресс» (Барри Уиндэм и Майк Ротунда) в бою за пояса командных чемпионов WWF. Они держали титулы до 7 апреля 1986 года, когда на Рестлмании 2 не проиграли их «Британским бульдогам». В 1987 году, на Рестлмании III, «Команда мечты» одержала победу над братьями Ружо в результате вмешательства Джонни Вэлианта и Дино Браво. Во время матча Бифкейк нечаянно нанёс удар Валентайну, и после матча оказался покинутым на ринге. Таким образом команда распалась.
Заменив Брутуса Бифкейка на Дино Браво, Валентайн создал «Новую команду мечты». Валентайн был недоволен Браво в качестве командного партнёра, считая, что между ними отсутствовало должное взаимопонимание. После того, как руководство WWF попросило Валентайна «похитить» (сюжетно) Матильду (собаку-талисман команды «Британские бульдоги»), Валентайн предпочёл уволиться из федерации. Некоторое время спустя его вернул назад Джимми Харт, который вновь стал его менеджером. Однако, в 1987—1990 годах Валентайн уже не был на тех ролях, что прежде.
В 1988 году у Валентайна возник фьюд с перешедшим в фейсы Доном «Скалой» Мурако после того, как Валентайн жестоко атаковал менеджера Мурако, бывшего чемпиона мира в тяжёлом весе WWF «Суперзвезду» Билли Грэма. После победного боя против Рикки Атаки, Валентайн атаковал вышедшего с тростью на ринг Грэма и провёл ему захват «четвёрка», находясь при этом в пластиковом щитке, после чего Грэм был вынесен от ринга на носилках.
27 марта 1988 года Грег Валентайн принял участие в турнире за вакантный пояс чемпиона WWF в рамках шоу Рестлмания IV. В отборочном матче он победил Рикки Стимбота, но уже в следующем раунде уступил Рэнди Сэвиджу, который и стал впоследствии чемпионом.
В апреле 1989 года у Валентайна начался фьюд с «Суровым» Ронни Гарвином. Через два дня после Рестлмании V Валентайн проиграл Гарвину и заявил, что в следующим бою против него поставит на кон свою карьеру в WWF. Впоследствии он победил Гарвина, и тот по условиям боя был вынужден покинуть ростер. На некоторое время Гарвин стал рефери, а затем — ринг-анонсером. В этой роли он старался всячески раздражать Валентайна. На СаммерСлэме перед матчем Валентайна и Геркулеса Гарвин представил его как «так называемого противника» последнего, заявил о «перевесе на тринадцать фунтов» и о том, что у Валентайна «две левых ноги». Валентайн удержал Геркулеса при помощи канатов, а Гарвин объявил Геркулеса «победителем». Лишь после уточнения рефери он корректно объявил Геркулеса «победителем по дисквалификации». В конечном итоге по требованию Харта и Валентайна Гарвин был восстановлен в федерации в качестве рестлера.
Некоторое время Валентайн носил щитки, благодаря которым удавалось создавать дополнительное давление на ноги соперника во время исполнения захвата «четвёрка». Также он использовал щитки для того, чтобы усилить свой удар локтем. Фьюд с Гарвином завершился на Королевской битве 1990 года, когда в матче, в котором по правилам победа присуждается путём сдачи противника, Гарвин победил Валентайна, использовав против него его же приёмы и его щитки.

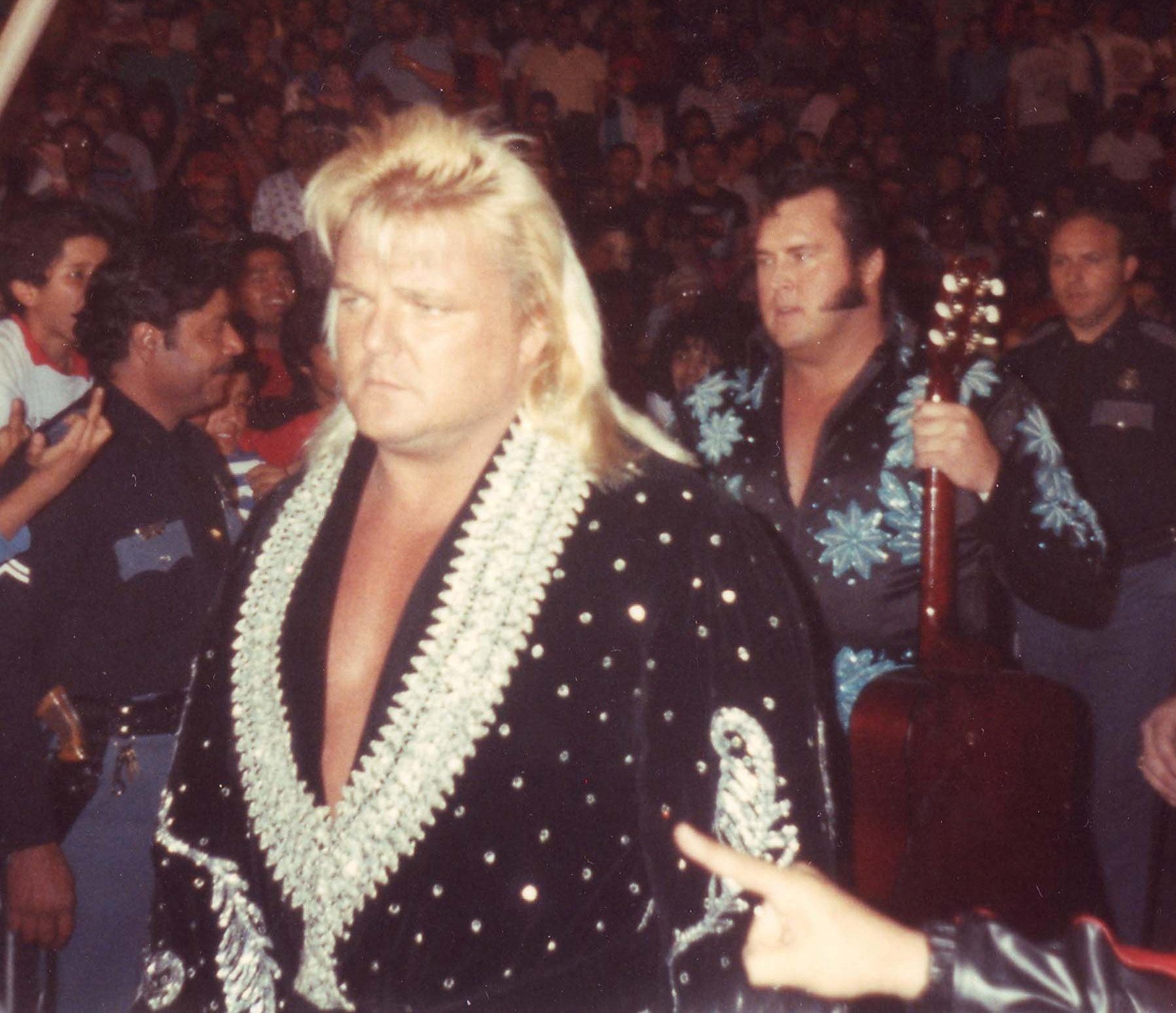
Грег Валентайн (слева) с его партнёром по команде «Ритм-энд-блюз» Хонки-тонк Меном.

Вскоре Грег Валентайн объединился в команду с Хонки-тонк Меном, менеджером которого также был Джимми Харт. Около восьми месяцев Валентайн противился красить волосы в чёрный цвет (это была идея Джесси «Тело» Вентуры), но в конечном итоге согласился, и команда с этих пор стала известна как «Ритм-энд-блюз», их менеджером был Джимми Харт. Эта команда, имевшая гиммик двойников Элвиса, имела фьюды с «Основанием Хартов» и Бушуокерами, но так и не достигла существенной популярности, оставаясь в тени доминировавшей тогда в командном дивизионе WWF команды «Легион смерти». Комментатор Горилла Монсун как-то иронично отозвался о вокальных способностях Валентайна: «Если бы Хаммера повесили за то, что он хороший певец, значит, был бы повешен невиновный».
В декабре 1990 года Валентайн перешёл в фейсы, и команда распалась. 19 января 1991 года он принял участие в главном матче шоу Королевская битва, и пробыл на ринге 44 минуты, пока не был элиминирован Халком Хоганом, впоследствии выигравшим матч. Между Валентайном и его бывшим командным партнёром должен был начаться фьюд, но Хонки-тонк Мен покинул WWF. Валентайн проиграл «Землетрясению» на Рестлмании VII, проиграл он и Ирвину Р. Шустеру на СаммерСлэме. Также он участвовал в Королевской битве 1992 года, где напал на своего старого неприятеля Рика Флэра до того, как был элиминирован Репо Меном.

### World Championship Wrestling (1992)
Поняв, что его популярность падает, Грег Валентайн покинул WWF, и подписал контракт с WCW в 1992 году. С Тэрри Тейлором он сформировал команду, просуществовавшую шесть месяцев, с ним они завоевали пояса чемпионов Соединённых Штатов в командных боях. После того, как Тейлор покинул WCW, оставшись без дела, Валентайн в конце года расторг контракт после того, как ему было предложено проиграть Стингу.

### World Wrestling Federation (1993, 1994)
В 1993 году Валентайн появился на Survivor Series под псевдонимом «Синий рыцарь» (англ. The Blue Knight) как часть команды «Шон Майклз и его рыцари», противостоявшей «Семье Хартов» в матче на выбывание. Как Грег Валентайн он вернулся вновь на Королевской битве 1994 года, где был элиминирован Риком Мартелом.

### В независимых промоушенах (1994 — н. в.)
Грег Валентайн начал выступать в независимом рестлинге, в частности в Японии, в базирующимся в Гамильтоне промоушене International Championship Wrestling и в American Wrestling Federation. Начиная с лета 1996 года, он несколько раз появился в WCW в течение двух последующих лет. Получая оплату за каждое отдельное появление, он не был ограничиваем для участия в других независимых промоушенах. 10 октября 1999 года Валентайн принял участие в PPV Heroes of Wrestling, которое многие называют не иначе как «худшим PPV из всех, что когда-либо проводились». На этом шоу, вышедши к рингу в сопровождении Шерри Мартел, он победил Джорджа «Зверя» Стила. В 2000 году Валентайн принимал участие в туре независимого рестлинга в Великобритании, до тех пор пока не умер Ёкодзуна. Также он участвовал в создании недолго просуществовавшего промоушена Xcitement Wrestling Federation, в том числе как инвестор. В 2000-х Валентайн несколько снизил свою активность в независимом рестлинге, уделив внимание бизнесу в сфере недвижимости.

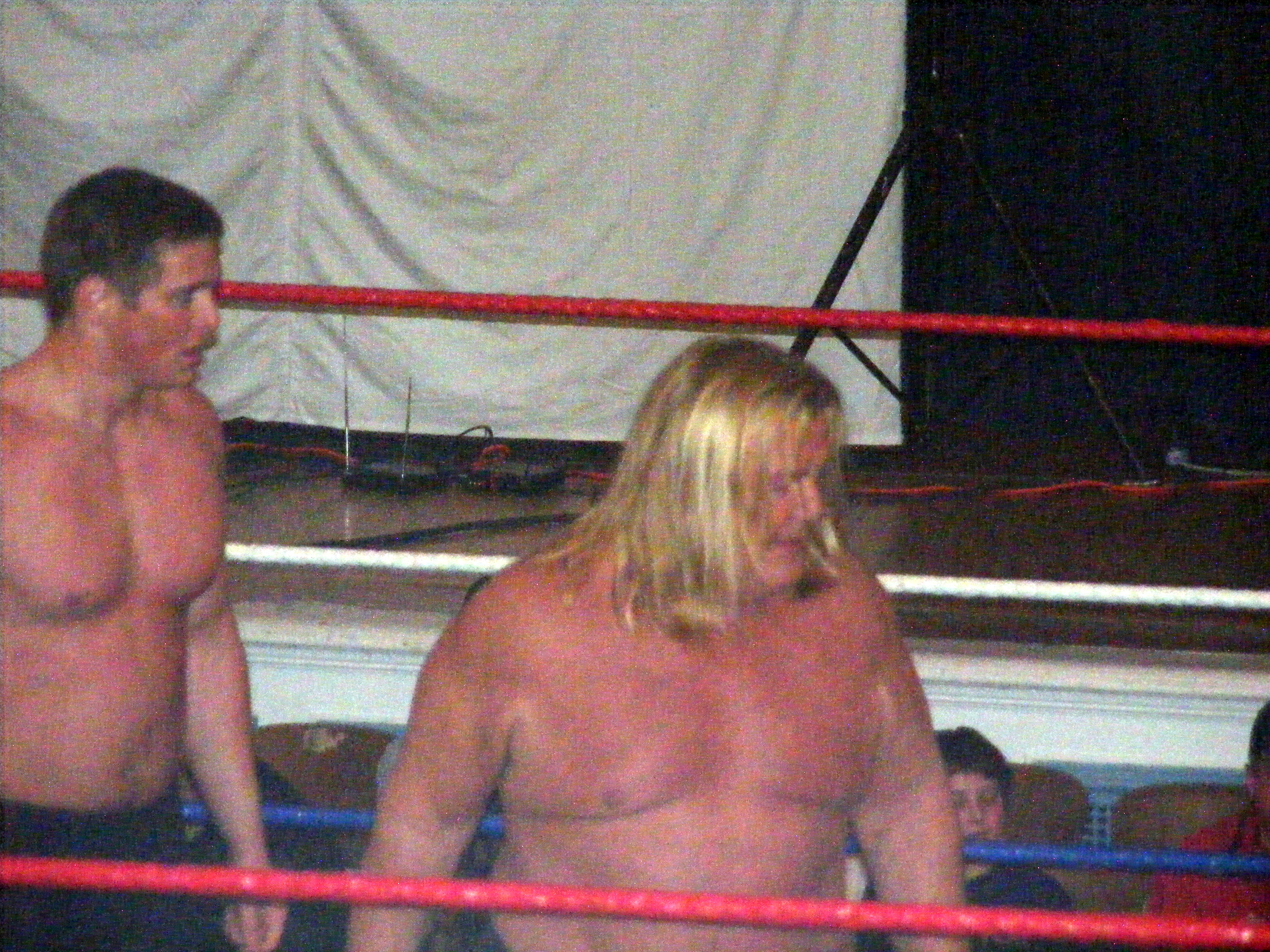
Валентайн (справа) в ринге с Рейдом Флэром в 2009 году.

29 января 2005 года на шоу WrestleReunion Валентайн победил в матче за пояс чемпиона в тяжёлом весе IWA по правилам «королевская битва» с семнадцатью оппонентами. На следующем WrestleReunion он уступил этот пояс Тито Сантане в одиночном поединке. 10 сентября всё того же 2005 года на WrestleReunion 3 вернул себе пояс от Сантаны. Валентайн боролся ещё в нескольких независимых промоушенах, в том числе AWA Superstars of Wrestling во время тура по Новой Англии. В AWA Superstars of Wrestling он часто боролся с Тони Атласом.
В мае 2007 года Валентайн победил Куинстона Валентино в матче за пояс чемпиона в тяжёлом весе промоушена Canadian Grand-Prix Wrestling в Моррисбурге, Онтарио. 24 августа 2007 года он вернулся в Онтарио чтобы защитить свой титул в Корнуолле против Коко Б. Уэйра, который до этого победил его в нетитульном матче в Оттаве. Валентайн одержал победу, но впоследствии титул был объявлен вакантным из-за неактивности Грега в рестлинге.
В конце 2007 года Грег Валентайн появился в Juggalo Championship Wrestling, восстановив с Брутусом Бифкейком «Команду мечты». Они приняли участие в матче восьми команд на выбывание, где выбыли из борьбы первыми.
29 января 2011 года Валентайн был введён в Зал Славы LPW на их ежегодном шоу LPW Over The Edge.

### World Wrestling Entertainment (2004, 2005, 2008)
13 марта 2004 года Грег Валентайн был введён в Зал Славы WWE. День спустя, на Рестлмании XX в Мэдисон-сквер-гарден вместе с другими вновь ведёнными в Зал Славы персонами, он был представлен публике Джином Окерландом. Будучи введён в Зал Славы, Валентайн символически преподнёс полученную им памятную доску своему покойному отцу.
3 октября 2005 года Валентайн появился на специальном выпуске Raw, WWE Homecoming. 23 октября того же года он проиграл в матче против Роба Конвея на шоу WWE Heat после вмешательства Юджина, в результате чего был дисквалифицирован.
Валентайн участвовал в церемонии «проводов на пенсию» своего старого приятеля Рика Флэра на эпизоде Raw от 31 марта 2008 года.

## Личная жизнь
Грег состоит в браке со своей женой Джули (англ. Julie) с 14 февраля 1995 года. От первого брака у него две дочери — Ванесса (англ. Vanessa) и Ромэйн (англ. Romayne). Ванесса начинала тренироваться с братьями Харт в конце 1990-х. Жена Валентайна является сестрой жены рестлера Брайана Ноббса, участника команды The Nasty Boys.

## Разное
В 1998 году Грег Валентайн появился в клипе на песню «How Many Times?» хип-хоп дуэта Insane Clown Posse. Помимо него в этом клипе снялись Бушуокеры и Хонки-тонк Мен.
В 2007 году Валентайн появился в одном из эпизодов документального сериала Hogan Knows Best в качестве одного из гостей Халка Хогана.
Грег Валентайн появится в документальном фильме о рестлинге Behind the Ropes: The Greatest Fraternity in the World, который в настоящий момент находится в производстве.

## Титулы и достижения
- American Wrestling Association
  - Чемпион Среднего Запада в командных боях AWA[англ.] (2 раза) — с Джерри Миллером[29]

- American Wrestling Federation[англ.]
  - Чемпион в командных боях AWF (1 раз) — с Томми Ричем[англ.]

- Bad Boys of Wrestling
  - Чемпион в тяжёлом весе BBOW (1 раз)[30]

- Canadian Grand-Prix Wrestling
  - Чемпион в тяжёлом весе CGPW (1 раз)

- International World Class Championship Wrestling[англ.]
  - Чемпион в тяжёлом весе IWCCW[англ.] (1 раз)[31]

- International Wrestling Association
  - Чемпион в тяжёлом весе IWA (2 раза)[30]

- Legends Pro Wrestling
  - Зал Славы LPW (2011)

- Maple Leaf Wrestling[англ.]
  - Чемпион Канады в тяжёлом весе NWA (версия Торонто)[англ.] (1 раз)[32]

- Mid-Atlantic Championship Wrestling / World Championship Wrestling
  - Чемпион в тяжёлом весе NWA Mid-Atlantic[англ.] (2 раза)[33]
  - Чемпион в командных боях NWA Mid-Atlantic[англ.] (1 раз) — с Риком Флэром[34]
  - Телевизионный чемпион NWA Mid-Atlantic (2 раза)[35]
  - Телевизионный чемпион NWA (2 раза)[35]
  - Чемпион Соединённых Штатов в тяжёлом весе NWA (3 раза)[36]
  - Чемпион мира в командных боях NWA (версия Mid-Atlantic) (4 раза) — с Бароном фон Рашке (1), Рэем Стивенсом (1), и Риком Флэром (2)[37]
  - Чемпион Соединённых Штатов в командных боях WCW[англ.] (1 раз) — с Тэрри Тейлором[38]

- National Wrestling Alliance
  - Чемпион Северной Америки в тяжёлом весе NWA[англ.] (1 раз)[39]

- NWA Hollywood Wrestling
  - Чемпион Америк в тяжёлом весе NWA[англ.] (2 раза)[40]
  - Телевизионный чемпион NWA Beat the Champ (2 раза)[41]

- North State Wrestling Alliance
  - Чемпион в командных боях NSWA (1 раз) — с Хонки-тонк Меном

- NWA Texas
  - Чемпион Северной Америки в тяжёлом весе NWA (1 раз)[39]

- NWA Tri-State
  - Чемпион Соединённых Штатов в командных боях NWA (версия Tri-State) (2 раза) — с Биллом Уоттсом[англ.] (1) и Горгеусом Джорджем-мл. (1)[42]

- NWA Western States Sports
  - Чемпион в командных боях NWA Western States[англ.] (1 раз) — с Доном Фарго[43]

- National Wrestling Federation[англ.]
  - Чемпион мира в командных боях NWF[англ.] (2 раза) — с Доном Фарго[44]

- Prime Wrestling
  - Командный чемпион Prime (1 раз) — с Джимом Нейдхартом[45]

- Portland Wrestling
  - Чемпион в тяжёлом весе Portland Pacific Northwest (2 раза)[30]

- Professional Wrestling Federation
  - Чемпион в тяжёлом весе PWF (1 раз)[30]

- Pro Wrestling Illustrated
  - Самый ненавистный рестлер года (1975, 1979, 1983)
  - PWI ставит его под № 49 в списке 500 лучших рестлеров-одиночников в PWI 500 в 1992 году[46]
  - PWI ставит его под № 119 в списке 500 лучших рестлеров-одиночников в «PWI Years» в 2003 году[47]

- Pro Wrestling Ohio
  - Чемпион в командных боях PWO (1 раз) — с Джимом Нейдхартом

- Pro Wrestling Revolution
  - Чемпион в тяжёлом весе PWR (1 раз)

- Windy City Pro Wrestling
  - Чемпион в тяжёлом весе WCPW League (1 раз)[30]

- World Wrestling Council
  - Карибский чемпион в тяжёлом весе WWC[англ.] (1 раз)[48]
  - Универсальный чемпион в тяжёлом весе WWC[англ.] (1 раз)[49]

- World Wrestling Federation / World Wrestling Entertainment
  - Интерконтинентальный чемпион WWF (1 раз)[50]
  - Чемпион в командных боях WWF (1 раз) — с Брутусом Бифкейком[51]
  - Зал Славы WWE (2004)[52]